# Microgastrura jamaicensis
Microgastrura jamaicensis är en urinsektsart som först beskrevs av Zaher Massoud och Bellinger 1963.  Microgastrura jamaicensis ingår i släktet Microgastrura och familjen Hypogastruridae. Inga underarter finns listade i Catalogue of Life.